# جيمس إي. وير
جيمس إي. وير (بالإنجليزية: James E. Ware)‏ هو مهندس معماري أمريكي، ولد في 1846 في نيويورك في الولايات المتحدة، وتوفي بنفس المكان في 14 أبريل 1918.